# Дударева, Марианна Андреевна
Мариа́нна Андре́евна Ду́дарева (род. 25 февраля 1992 года, Иваново, Россия) — российский учёный-литературовед, фольклорист, доктор культурологии, доктор филологических наук. Член Московской городской организации Союза писателей России, профессор кафедры общей и славянской филологии Института славянской культуры РГУ имени А. Н. Косыгина; доцент кафедры журналистики Национального исследовательского Нижегородского государственного университета им. Н. И. Лобачевского. Заведующая отделом литературоведения и межкультурной коммуникации журнала «Невечерний свет» (Санкт-Петербург). Автор более 200 научных публикаций о русской литературе и фольклоре.

## Биография
В 2013 году окончила филологический факультет Ивановского государственного университета (дважды президентский стипендиат (2012, 2015)). В 2016 году защитила кандидатскую диссертацию: «Трансформация фольклорной традиции в русской поэзии начала XX века (С. А. Есенин и В. В. Маяковский)» в Московском государственном университете имени М. В. Ломоносова.
С 2017 по 2019 год работала заведующей отделом литературы народов России и СНГ журнала «Юность».
В 2017—2023 гг. — доцент кафедры русского языка в Российском университете дружбы народов, на подготовительном факультете (в настоящее время — Институт русского языка РУДН).
В 2021 году защитила диссертацию на соискание учёной степени доктора культурологии: «Апофатика русской словесной культуры
конца Нового времени: образы смерти» и стала самым молодым доктором наук за всю историю культурологии в России.
С 2023 года — профессор кафедры общей и славянской филологии Института славянской культуры РГУ имени А. Н. Косыгина; доцент кафедры журналистики Национального исследовательского Нижегородского государственного университета им. Н. И. Лобачевского.
В 2024 защитила диссертацию на соискание ученой степени доктора филологических наук.
Лауреат премии имени Владимира Лакшина от журнала «Юность»(2017), премии VIII Международного Тютчевского конкурса «Мыслящий тростник» (2020), Всероссийской ежегодной литературной премии имени Бориса Корнилова (2021), Первой Всероссийской литературной премии им. А. И. Казинцева (2022), победитель конкурса эссе к 200-летию Аполлона Григорьева журнала «Новый мир» (2022), победитель конкурса «Золотые имена высшей школы» (2022), лауреат IV и V Всероссийского молодёжного литературного фестиваля-конкурса им. А. Л. Чижевского (г. Калуга), лауреат Международного конкурса им. К. Н. Леонтьева, награждена медалью общественного ордена им. Ф. И. Тютчева «Русская звезда» (2023), лауреат Первой национальной премии для женщин в науке Kolba (2023), премии «В поисках правды и справедливости» от партии «Справедливая Россия», первого международного литературного конкурса «Гений места» (2023). В 2024 отмечена дипломом от партии «Справедливая Россия — Патриоты — За правду» за книгу «Россия: зимний путь. А. С. Пушкин, М. Ю. Лермонтов, С. А. Есенин, A.A. Блок».
Была замужем за русским поэтом Валерием Дударевым, сын Валериан (род. 2018). Живёт в Москве.

## Научная деятельность
Философские, публицистические произведения Дударевой выходили в таких литературно-художественных журналах и газетах как: «Литературная газета», «Юность», «Новый мир», «Нева», «Нижний Новгород», «Север», «Волга», «Слово».
Является автором более 200 научных работ о русской литературе и фольклоре, сборников статей «Ни то ни се. Неправильное литературоведение» (2017), «Апофатическое литературоведение. Заметки нефилолога» (2021) и пяти монографий «„В один голос“: фольклорная традиция в поэтике С. А. Есенина и В. В. Маяковского» (2016), «Mortality in Russian literature. Pushkin, Yesenin, Balmont, Bunin» (2017), «Поиски „иного царства“ в русской литературе XIX — начала XX века: фольклорная эстетика» (2018), «Апофатический дискурс русской словесности конца Нового времени. Введение в апофатику культуры» (2021), «„Я молчанью у звезды учусь…“. Апофатика художественного мира С. А. Есенина. Поэтика мнимой простоты» (2022).
Авторский курс «Основы писательского искусства» признан лучшим в номинации «Лучший междисциплинарный курс» в конкурсе профессорско-преподавательского состава РУДН 2021 года.
Участник многочисленных научных мероприятий, среди которых: международный научный симпозиум «Сергей Есенин в XXI веке» (Институт мировой литературы имени А. М. Горького РАН), международный театральный фестиваль Рахымжана Отарбаева (Атырауский государственный университет имени Х. Досмухамедова, Казахстан), International Conference on Language, Communication and Culture Studies (ICLCCS 2020, Москва), международная научная конференция «Антропология сновидений» (РГГУ, Москва), международная научно-практическая конференция «Космос Бальмонта: миры и люди» (ХХХII Бальмонтовские чтения, ИвГУ).
Член редколлегии журнала «Известия СамНЦ РАН. Социальные, гуманитарные, медико-биологические науки», член редколлегии ЭНЖ «Медиамузыка».

## Цитаты
«Ни то, ни сё»? — переспрашиваю я Марианну Дудареву.
И отвечаю в её духе: и то, и сё!
Тут и ощущение «иного бытия»! И ощущение глубинных корней культуры. И готовность выдержать ту боль, ту горечь, без которых не бывает ни иного бытия, ни мировой роли, ни национальной культуры…
— Лев Аннинский, «Праведность неправильности» (рецензия на книгу «Ни то ни се. Неправильное литературоведение» в журнале «Дружба народов»)

…ставя языковую преграду умам поверхностным, посредственным и непоследовательным, Дударева одновременно указывает избранным путь в богатейшую, постепенно приоткрываемую автором сокровищницу русской литературы XIX и XX столетий, сакральность которой (эта мысль впервые посетила меня где-то в середине лаокооновой борьбы с текстом) должна быть защищена. Зашифрованная наукоязом книга в то же время высвечивает в нашей литературе глубины и пласты, для дилетанта вовсе несуществующие или в лучшем случае без соответствующей культурологической оптики представляющиеся ему загадочными иероглифами.
— Максим Лаврентьев, «Великолепная шифровка. На страже сакрального в литературе» (рецензия на книгу «Танатологический дискурс русской словесности конца Нового времени. Введение в апофатику культуры»)

«…конец этой вещи совершенно фантастичен и… апофатичен, будучи обращён к какой-то неисчерпаемости, Un-grund, связанной с нарастающим мистическим переживанием бесконечности, струящейся между строк сквозь всю книгу и пережитый личный авторский опыт».
— д-р филол. наук, проф. В.П. Океанский (о книге «Апофатическое литературоведение. Заметки нефилолога»)

Созидательная роль литературы проявляет себя в её способности воздействовать на людей через литературные образы и сюжеты, разнообразие
которых не имеет границ. Именно это
разнообразие отражает книга Марианны
Дударевой «Апофатическое литературоведение. Заметки нефилолога».
— Андреас Буллер (Andreas Buller — Doctor of Philosophy, Referent at Ministry of Social Affairs Baden-Württemberg,
Stuttgart (Germany))

## Общественно-политическая деятельность
Во время обучения в аспирантуре Московского государственного университета разработала и вела авторский курс в Школе юного филолога МГУ для поступающих в университет, проводила открытые лекции в различных городах России.
Принимала активное участие в программах гуманитарной книжной помощи от Дома русского зарубежья (поездки в Словакию, Беларусь и т. д.).
Работала в рамках гуманитарного проекта Международного медиаклуба «Формат А-3».
В 2018 году вела радиопередачу «Формат юности» на канале фонда «Русский мир». Среди гостей передачи — известные писатели и ученые: Лев Аннинский, Сергей Арутюнов, Максим Скороходов, Роман Красильников, Сергей Гловюк, Олег Федотов, Наталья Якушина и другие.
Общественная просветительская деятельность от журнала «Юность» под эгидой проекта «Дни „Юности“» в различных городах России (Тобольск, Иркутск, Сыктывкар, Липецк, Ярославль).
Активно занимается распространением русского языка и литературы за рубежом, принимая участие в конференциях в (Казахстан, Белоруссия и другие страны СНГ).
Проводила лекции по вопросам национально-русского двуязычия и его использования в обучении детей соотечественников русскому языку, специфике его обучения в поликультурном пространстве в рамках курсов для греческих педагогов-русистов Российского центра науки и культуры в Афинах.
В 2021 году принимала участие в проекте «Учиться и учить по-русски!» Российского центра науки и культуры в Мадриде (представительство Россотрудничества в Испании).
Постоянно выступает с открытыми лекциями о русской культуре и фольклоре в библиотеках Москвы, является участником проекта «Библионочь».
В 2022—2023 гг. проводила творческие вечера-презентации «От звезды до воды. Святки с Марианной Дударевой» (библиотека № 12 им. И. А. Бунина), «Performance „От звезды до воды“ (часть II). Дыхание земли», «Россия: зимний путь. А. С. Пушкин, М. Ю. Лермонтов, С. А. Есенин, А. А. Блок» (библиотека № 186 имени С. А. Есенина), соведущим выступила поэтесса, писатель и искусствовед Елена Крюкова, музыкальное сопровождение — творческий коллектив под руководством пианистки и композитора Жанны Габовой-Джексембековой. Также выступала в представительстве республики Коми в Москве в рамках авторского концерта Ж.Габовой-Джексембековой «Дыхание весны в Большом искусстве».
Ведет авторский проект «От звезды до воды: есенинская Русь». Основная идея — популяризация литературы и чтения среди молодежи через наследие авторов Серебряного века. Он состоит из открытых лекций, с которыми М. А. Дударева выступает совместно с известными музыкантами (Жанна Габова, Вера Хаменок, Дмитрий Спиряев, Роберт Марискин) и писателями (Елена Крюкова, Максим Лаврентьев).
Участвовала в проекте МОО «Молодежная палата» (при поддержке гранта Минобрнауки России) «#БытьВКурсе» в качестве гостя-эксперта.
В 2024 проводит цикл лекций «Немедленное чтение» (в рамках министерского проекта, приуроченного к 140-летию образования библиотечной системы города Москвы). Первое мероприятие состоялось в библиотеке № 186 имени С. А. Есенина.

## Основные публикации
1. Дударева М. А. Танатологический дискурс русской словесности конца Нового времени. Введение в апофатику культуры. М.; СПб.: Центр гуманитарных инициатив, 2021. ISBN 978-5-98712-285-3, 354 с.
2. Дударева М. А. Поиски «иного царства» в русской литературе XIX — начала XX в.: фольклорная эстетика. М.; СПб.: Нестор-История, 2018. ISBN 978-5-4469-1461-6, 352 с.
3. Дударева М. А. Ни то ни се. Неправильное литературоведение. М.: Художественная литература, 2017. ISBN 978-5-280-03841-7, 72 с.
4. Дударева М. А. Mortality in Russian literature. Pushkin, Yesenin, Balmont, Bunin. Berlin: LAP LAMBERT Academic Publishing, 2017. ISBN 978-620-2-01066-5. P. 56.
5. Дударева М. А. Мысль «несемейная», или Обрядность жизненного цикла в сказках А. С. Пушкина // Семья в русской лингвокультуре. М.: Перо, 2017. С. 16-33.
6. Дударева М. А. «В один голос»: фольклорная традиция в поэтике С. А. Есенина и В. В. Маяковского. Иваново: Ивановский государственный университет, 2016. ISBN 978-5-7807-1176-6, 268 с.
7. Дударева М. А. Россия: зимний путь. А. С. Пушкин, М. Ю. Лермонтов, С. А. Есенин, А. А. Блок. — Центр гуманитарных инициатив Москва, Санкт-Петербург, 2023. ISBN 978-5-98712-368-3, 66 с.
8. Дударева М. А. Владимир Маяковский — завтра: игра со вселенной // Художественное слово в пространстве культуры: проблемы игрового начала: коллективная монография (глава 3). Иваново: Иван. гос. ун-т, 2013. С. 93-105.
9. Дударева М. А. «„Я молчанью у звезды учусь…“. Апофатика художественного мира С. А. Есенина. Поэтика мнимой простоты» — Центр гуманитарных инициатив Санкт-Петербург, Москва, 2022. ISBN 978-5-98712-320-1, 120 с.
10. Dudareva M., Shtanko M., Murashova O., Bronnikov D. Creativity of M. I. Tsvetaeva and E. T. A. Hoffmann in the space of world culture. Folk tradition in poetics // 6th International Conference on Education, Language, Art and Inter-cultural Communication (ICELAIC 2019). Vol. 378 of Advances in Social Science, Education and Humanities Research. Atlantis Press, 2019. P. 565—568
11. Dudareva M. Metaphysical aspect in A. P. Chekhov’s poetics: Quest for other kingdom // The European Proceedings of Social & Behavioural Sciences (EpSBS, ISSN: 2357—1330). 2019. P. 805—814.
12. Dudareva M., Shvetsova T., Karpova Y., Smirnova S. Figures of Thanatos and Eros in «the tale of Peter and Fevronia of Murom»: The experience of cultural modeling // 6th International Conference on Education, Language, Art and Inter-cultural Communication (ICELAIC 2019). Vol. 378 of Advances in Social Science, Education and Humanities Research. Atlantis Press, 2019. P. 561—564